# Крайние точки Румынии
Ниже приведен список крайних точек Румынии.

## Крайние точки
- Северная точка — село Хородиштя, жудец Ботошани (48°15′ с. ш. 26°43′ в. д.HGЯO)
- Южная точка — Зимнича, жудец Телеорман (43°40′ с. ш. 25°22′ в. д.HGЯO)
- Западная точка — Баба Веке, жудец Тимиш (46°08′ с. ш. 20°19′ в. д.HGЯO)
- Восточная точка — Сулина, жудец Тулча (45°09′ с. ш. 29°40′ в. д.HGЯO)

## Крайние высоты
- Высочайшая точка — гора Молдовяну, жудец Арджеш (2544 м)

45°35′57″ с. ш. 24°44′10″ в. д.
- Низшая точка — Черноморское побережье Румынии (0 м).